# Francisco Tomás García
Francisco Tomás García Rodríguez, detto Curro (Madrid, 5 novembre 1975), è un ex ciclista su strada spagnolo, professionista tra il 1998 ed il 2006.

## Carriera
Da dilettante vinse una tappa al Grande Prémio Internacional de Torres Vedras-Troféu Joaquim Agostinho nel 1997. Passò professionista nel 1998 nella Vitalicio Seguros di Javier Mínguez, vincendo una tappa al Clásico RCN, corsa colombiana nel 1999. Con la formazione spagnola partecipò a due edizioni del Tour de France e una della Vuelta a España.
Nel 2001 vestì la maglia della ONCE e partecipò al Giro d'Italia. Dopo una stagione con l'Acqua & Sapone-Cantina Tollo, passò alla formazione portoghese Antarte, con cui rimase fino al 2006, ad eccezione di quattro mesi con la Café Baqué nel 2004, che gli permise di partecipare alla sua seconda Vuelta a España. Nel 2005 vinse il Gran Premio Área Metropolitana de Vigo.

## Palmarès
- 1997 (Dilettanti, una vittoria)

5ª tappa Grande Prémio Internacional de Torres Vedras-Troféu Joaquim Agostinho
- 1999 (Vitalicio Seguros, una vittoria)

4ª tappa Clásico RCN (Madrid > Ibagué)
- 2005 (Paredes Rota dos Móveis-Beira Tâmega, una vittoria)

Gran Premio Área Metropolitana de Vigo (Vigo)

## Piazzamenti

### Grandi Giri
- Giro d'Italia

2001: ritirato (13ª tappa)
- Tour de France

1998: ritirato (5ª tappa)
1999: 26º
- Vuelta a España

2000: 18º
2004: 41º